# Бешеный Джек Пират
«Бешеный Джек Пират» (англ. Mad Jack the Pirate) — американский телевизионный мультсериал, созданный Биллом Коппом и Джеффом ДеГрандисом по сценарию Билла Коппа, Мартина Олсона и Стива Охса. Мультсериал демонстрировался на канале Fox Kids в период с 12 сентября 1998 по 27 февраля 1999 года. В России транслировался в 2000-х годах, сначала на Fox Kids Russia, а затем на Рен-ТВ, Jetix Play, ТВ-3 и СТС.

## Персонажи
- Бешеный Джек — главный герой, пират, капитан собственного корабля под названием «Морской Петух». Алчность постоянно приводит его к новым приключениям и к новым поражениям. На протяжении всего мультсериала его преследуют неудачи. Джек — заядлый врун и пессимист, он всегда предполагает неблагоприятный исход событий, не суеверный и скептически настроенный человек, склонен к грубости и невежливо общается с окружающими. Ненавидит волынку.
- Снак — помощник капитана, корабельная крыса. В отличие от Джека, Снак подчеркнуто честен и вежлив, во многом наивен, равнодушен к деньгам и золоту (за исключением эпизода 12а, когда Снак вместе с Джеком радуется находке и купается в золоте). По всем параметрам соответствует человеку, но тем не менее является крысой.
- Чак — краб, помогающий главным героям в сериях 8b и 13b. По его утверждению он — «искусственный краб».
- Энгис Дагнаббит — шотландец, владелец Золотого Хаггиса. Присутствует в сериях 4a и 12b.
- Злой Вилли — человек, сдающий в аренду Бешеному Джеку место для корабля в порту. Требует за аренду большие деньги. Упоминается в сериях: 2, 8a и 13a.

## Роли озвучивали
| Актёр                      | Роль            |
| -------------------------- | --------------- |
| Билл Копп                  | Бешеный Джек    |
| Билли Уэст и Джесс Харнелл | Снак            |
| Том Кенни                  | ряд персонажей  |
| Роберт Пайк Дэниел         | Ангус Дагнаббит |
| Чарли Адлер                | миссис Грюнион  |
| Кевин Мини                 | Краб Чак        |
| Кэм Кларк                  | Фаззи           |

## Список серий
| Номер серии | Русское название                                      | Английское название                                          | Дата выхода в эфир | Описание |
| ----------- | ----------------------------------------------------- | ------------------------------------------------------------ | ------------------ | --- |
| Серия 1     | Жуткий случай с женитьбой и ведьмами                  | The Terrifying Sea Witch Incident                            | 12.09.1998         | Бешеный Джек, ища сокровища, попадает к трём ведьмам, которые хотят его женить на озёрном чудовище. Во время подготовки к женитьбе Джека бросают в камеру, в которой он знакомится с крысой Снаком. Джек бежит через дырку в стене, но по велению совести не бросает Снака одного и возвращается, чтобы убежать вместе с ним. Но в камеру приходят ведьмы и ведут Бешеного Джека жениться. Однако в итоге на чудовище женится враг Джека — Флэш Бешинг. После того, как Флэш целует чудовище, оно превращается в красивую девушку. Снак становится помощником капитана, и с тех пор ищет приключения вместе с Бешеным Джеком. |
| Серия 2     | Проклятие голубого карбункула                         | The Curse of the Blue Karbunkle                              | 19.09.1998         | Бешеный Джек находит в древнем храме голубой карбункул, и от жадности роняет и разбивает его. Пробуждается идол и ставит Джека перед выбором: либо он убьёт Бешеного Джека и Снака, либо они принесут ему новый карбункул. Джек, пройдя через все препятствия, находит много карбункулов и набивает ими мешки. Отдав один идолу, Бешеный Джек возвращается на корабль. Снак жалеет дракона, охранявшего карбункулы, и оставляет его на корабле, запустив его в кают-компанию, в которой хранится порох. Корабль взлетает на воздух, и Джек остаётся без карбункулов. |
| Серия 3a    | Остров Зёрзин, Флибис, Кряк и лекарство               | Of Zerzin, Fllebis, Queues and Cures                         | 26.09.1998         | Джек заболел. Врач диагностирует у него неизлечимую болезнь — флибис. Вылечить её можно только ягодами бим-бам-бам с острова Зёрзин. Уходит врач, и появляется Смерть, которая ставит перед Джеком песочные часы, отсчитывающие оставшееся ему время. Бешеный Джек и Снак находят остров Зёрзин. Перепробовав несколько видов ягод, Джек съедает нужные и выздоравливает, а Смерти дают съесть смертельно ядовитые ягоды. |
| Серия 3b    | Рыцарь и принцесса                                    | A Knight To Dismember                                        | 26.09.1998         | Рыцарь нанимает Бешеного Джека для перевозки через море к острову, где находится похищенная принцесса. Когда Бешеный Джек выполняет свою миссию, и похититель принцессы — злодей Перси — вызывает рыцаря на дуэль, рыцарь при падении получает вывих колена. Побеждать злодея приходится уже Джеку. Принцесса оказывается маленькой собакой, которая сильно кусает Джека. В больнице искусанный Джек получает счёт за обслуживание, равный рыцарскому вознаграждению. |
| Серия 4a    | Привидение Энгиса Дагнаббита                          | The Strange Case of Agnus Dagnabbit                          | 03.10.1998         | Бешеный Джек и Снак пробираются в дом шотландца Энгиса Дагнаббита, чтобы украсть Золотой Хаггис. К несчастью Джека Энгис возвращается домой и обнаруживает пирата с Золотым Хаггисом в руках. Чтобы избежать тюрьмы, Джек соглашается посоревноваться с Энгисом в спортивных состязаниях. Хитростью Джек убивает Энгиса и отправляется со Снаком на корабль. Но неожиданно появляется призрак Энгиса, и корабль Джека улетает на небеса — в страну мёртвых. На небесах умершие шотландцы во главе с Энгисом требуют вернуть Хаггис. На отказ Джека шотландцы начинают играть на волынках, что выводит из себя Джека, поскольку он не выносит звука волынки, и ему приходится вернуть Золотой Хаггис Энгису.                                          |
| Серия 4b    | Свет, камера — Снак!                                  | Lights, Camera — Snuk!                                       | 03.10.1998         | Посмотрев фильм о пиратах, Джек с возмущениями о нереалистичности отправляется в Голливуд. Там он излагает свои претензии одному из режиссёров, который в ответ предлагает снять реалистичный фильм о пиратах с Бешеным Джеком в главной роли. Джек соглашается и вместе со Снаком снимается в фильме. В очередной раз все беды достаются Бешеному Джеку: каждый режиссёрский приём приводит к пожиранию Джека динозавром. Однако Снак, в отличие от капитана, всегда остается живым и невредимым. В итоге из фильма вырезают Джека, и теперь Снак в главной роли радует зрителей новым фильмом о пиратах. Снак, одетый во фрак и цилиндр, садится в машину режиссёра, на что Джеку остается лишь сказать: «Он будет драить палубу, а не сверкать!». |
| Серия 5a    | День рождения                                         | Happy Birthday to Who                                        | 24.10.1998         | У Бешеного Джека — день рождения, и Снак уговаривает капитана его отпраздновать. Снак приводит Бешеного Джека в детский парк развлечений «Скунс Скафи», который сразу же вызывает у Джека полное отвращение. Джек и Снак заходят в кафе, в котором роботы-игрушки поют детские песенки. Недовольный текущей обстановкой Джек не выдерживает и выливает виноградный сок за шиворот роботу. Робот Скафи ломается и перепрограммируется на убийства. Снаку удаётся его остановить и спасти капитана. День рожденья завершается на корабле: Бешеный Джек пытается задуть свечи на торте, которые оказываются динамитными шашками. Последние кадры показывают Скафи, плывущего на лодке за кораблём Джека с угрозами убийства.                            |
| Серия 5b    | Кораблекрушение                                       | Shipwhacked                                                  | 24.10.1998         | Бешеный Джек и его верный помощник Снак терпят кораблекрушение. Бешеный Джек пытается выжить на острове и даже его покинуть, пока не узнает, что на острове имеется отель. Но в отеле проводится конференция каннибалов, на которую и попадают Джек со Снаком, но в качестве живого блюда. |
| Серия 6     | Ужасный Драклия                                       | The Horror of Draclia                                        | 31.10.1998         | Ранним утром в коробке из-под хлопьев Джек вместо подарка обнаруживает карту местонахождения клада знаменитого князя Драклия. Снак уже знает о графе Драклия и сообщает капитану о том, что Драклия — «зловещий вампир, который пьёт кровь и превращает людей в зомби». Но Джек не верит и говорит, что всё это — сказки, и, не слушая Снака, едет в замок Драклии в Болгарии (в оригинале — Vulgaria). Драклия начинает преследовать Джека и Снака, но им удаётся дождаться рассвета и спастись. Кладом Драклии оказывается всего лишь золотой ёршик для унитаза. |
| Серия 7a    | Сокровища Безмозглого, Замшелого, Криворукого Торгаша | The Treasure of the Headless, Left-Handed, Peatmoss Salesman | 07.11.1998         | Бешеный Джек Пират пускается в плаванье, чтобы найти сокровища Безмозглого, Замшелого, Криворукого Торгаша. На пути к сокровищам его останавливает морская полиция, которая устанавливает, что лицензия на пиратство не продлена. Джека ставят перед выбором: либо тюрьма, либо прохождение экзаменов для получения новой лицензии. Джек выбирает тюрьму, но вскоре передумывает и пытается сдать экзамены, что, разумеется, у него не получается, и ему не остаётся ничего другого, кроме как устроиться работать живой мишенью на экзамене по стрельбе. |
| Серия 7b    | 999 удовольствий                                      | 999 Delights                                                 | 07.11.1998         | На ярмарке Бешеный Джек крадёт волшебную палочку у мага, которая, по легенде, должна помочь ему получить 999 удовольствий на острове чаровницы Виктории. Но когда Джек попадает на остров и проходит в пещеру чаровницы, оказывается, что 999 удовольствий должна испытать садистка-чаровница, а не Бешеный Джек. |
| Серия 8a    | Неприятный инцидент со снежными троллями              | The Alarming Snow Troll Encounter                            | 14.11.1998         | Злой Вилли соглашается продлить аренду корабля Джека в порту, если Бешеный Джек доставит машинку для мороженого Снежному Султану. Машинка представляет собой фигурку снеговика, производящую мороженое из обычной воды. Джек везёт машинку Султану, но по пути её отбирают снежные тролли, которым очень понравилось мороженое. Бешеный Джек приходит к Снежному Султану без машинки. Обнаружив это, Султан выкидывает Джека за ворота своего дворца и приказывает ему отобрать машинку у снежных троллей, или не возвращаться вообще. Хитростью Бешеный Джек забирает машинку для мороженого у троллей и отдаёт её Снежному Султану, на которого в конце тоже нападают тролли.                                                                      |
| Серия 8b    | Знакомство с Крабом                                   | The Case of the Crabs                                        | 14.11.1998         | Бешеный Джек и Снак отправляются на подводной лодке на морское дно, чтобы добыть Розовую Жемчужину. Однако они попадают в плен к жителям Морского царства и в плену знакомятся с Крабом Чаком, утверждающим, что он — «искусственный краб». Героям не удается бежать, и стражники уводят их на гладиаторский бой с гигантским моллюском. Моллюск съедает троицу, но выплёвывает их на морскую поверхность, почувствовав несъедобность Краба. Бешеный Джек в очередной раз остаётся ни с чем. |
| Серия 9a    | Джек — победитель драконов                            | Jack The Dragon Slayer                                       | 12.12.1998         | Чтобы отдать долг троллю, Джеку нужно спасти принцессу от дракона и получить вознаграждение короля. Дракон оказывается миролюбивым созданием, подружившимся с принцессой. Когда король узнает о взаимности чувств дракона и принцессы, он гонит Джека прочь. И пусть Бешеному Джеку не удаётся победить дракона и получить вознаграждение, зато он улаживает проблему с троллем, обманом избавившись от него. |
| Серия 9b    | Капитан Снак                                          | Captain Snuk                                                 | 12.12.1998         | Джек и Снак получают письмо от ужасного пирата Жан-Клода Эфида, который хочет отомстить Джеку за то, что тот в кафе чихнул на его парик, не извинившись. Джек переодевает Снака в капитана корабля, а сам переодевается в слугу, обманув таким образом Эфида. Жан-Клод учит капитана Джека (на самом деле Снака), как надо дубасить матросов (то есть Джека). Когда же Эфид собирается убить «Бешеного Джека Пирата», настоящий Джек говорит Эфиду, что Снак, которого Эфид хотел убить, на самом деле является всего лишь помощником капитана. Джек обращает внимание Жан-Клода на то, что тот не сказал «будьте здоровы», когда Джек чихнул. Поражённый своим бескультурием, Эфид казнит самого себя за невежливость.                              |
| Серия 10a   | Остров Розовой Нежности                               | The Island of Pinkand Fuzzy                                  | 06.02.1999         | Джек отправляется на Остров Розовой Нежности, чтобы в очередной раз найти сокровища. Сокровища охраняет милый плюшевый медвежонок, который по свирепости и жестокости может поспорить с самыми страшными монстрами. Не справившись сами, герои прибегают к помощи наёмных варваров, но и эти могучие воины терпят поражения. Хитростью пират всё-таки забирает сокровища, но они оказываются проклятыми. |
| Серия 10b   | Дядя Мортимер                                         | Uncle Mortimer                                               | 06.02.1999         | Дядя Джека Мортимер умер, оставив ему наследство — «то, что укрывал от налогов». В завещании Мортимер просит доставить его тело и его собаку на остров Принцессы Варваров. Джек и Снак отправляються в путь. Но внезапно они встречаются на корабле с покойным дядей Мортимером. Думая, что Мортимер воскрес, Джек и Снак прячутся от него на высокой палубе и таким образом приплывают на остров Принцессы Варваров. На острове они узнают о том, что тот, кто пугал их на корабле, на самом деле — жулик-дворецкий, желавший получить наследство, которым оказывается сундук собачих галет. |
| Серия 11a   | Великий Вулкан!                                       | The Great Kapow!                                             | 13.02.1999         | На корабле кончается провизия, и Джек со Снаком страдают от голода. Корабль причаливает к острову, который почти полностью состоит из разной еды. Герои попадают к аборигенам, которые откармливают их для того, чтобы принести их в жертву Великому Вулкану, которого аборигены считают богом. На самом деле внутри вулкана скрывается Элвис, сбежавший от цивилизации. Аборигены кидают Джека и Снака в вулкан и уходят на корабль Джека. Тем временем происходит извержение вулкана, и героев вместе с Элвисом выкидывает на корабль Джека. Превратившиеся от переедания в толстяков, Джек и Элвис пытаются похудеть под руководством Снака. |
| Серия 11b   | Снак находится в розыске                              | The Snuk, The Mad and the Ugly                               | 13.02.1999         | Джек решает объявить Снака преступником и привести его к шерифу, чтобы получить вознаграждение — 2000 золотых. Оказывается, что за почти такое же вознаграждение (2001 золотой) разыскиваются оба героя — Джек и Снак. В тюрьме они узнают от заключённого Артуро Гальенте о якобы закопанном в Весёлой Долине кладе. Сбежав из тюрьмы, они пускаются на поиски клада. Весёлая Долина на деле оказывается знойной пустыней. От жары у героев начинаются галлюцинации. После долгих и изнурительных поисков они находят клад, но вышедший из тюрьмы Артуро Гальенте отнимает его у них. Преступник оставляет Бешеного Джека Пирата и его помощника Снака умирать от жажды в пустыне, и герои снова погружаются в галлюцинации.                        |
| Серия 12a   | Школа пиратов                                         | Attack of the Man-Eating Green Gorillas                      | 20.02.1999         | В этой серии рассказывается о том, как Бешеный Джек, Снак и Флэш Бешинг учились в школе пиратов, и о том, как прошлое вернулось к ним в лице их грозной учительницы. |
| Серия 12b   | Волшебная лампа                                       | The Jihnny of the Lamp                                       | 20.02.1999         | Для того, чтобы получить волшебную лампу, в которой сидит Джинн, исполняющий желания, Джеку и Снаку нужно поймать большую рыбу, которая проглотила лампу. С помощью воскресшего Энгиса Дагнаббита они находят в чреве рыбы лампу, но, потерев её, попадают на телешоу к Джинни. |
| Серия 13a   | Бешеный Джек и Великан                                | Mad Jack & The Beanstalk                                     | 27.02.1999         | Джек отправляет Снака заплатить Злому Вилли за аренду корабля. Однако Снак отдаёт деньги жулику, всучившему ему «систему 5000», состоящую из двух соединённых между собой бобов. Бешеный Джек ругает Снака и выкидывает бобы за борт. Ночью бобы прорастают до небес. Джек и Снак поднимаются по стеблям бобов и попадают в замок Великана. Там они крадут огромную золотую монету и, убегая от Великана, опускают монету вниз. Монета падает в дом Злого Вилли, которому уже надоела задержка оплаты за аренду. Уходя от Злого Вилли, Джек говорит Снаку, что монета была шоколадной. |
| Серия 13b   | Похищение Пальца Мумии                                | The Curse of the Mummy’s Toe                                 | 27.02.1999         | Бешеный Джек отправляется в Египет, чтобы заполучить Палец Мумии, который сделает его богатым. Вместе с туристами Джек и Снак входят в пирамиду, где хранится Палец, и, чтобы расшифровать иероглифы на стенах пирамиды, покупают в лавке переводчик в виде кольца, который надевается на нос, не заплатив за него. В пирамиде Джек со Снаком встречают своего старого знакомого — Краба Чака. Пирамида рушится, и они выбегают, захватив Палец Мумии. Мумия оживает и гонится за Джеком и Снаком, требуя отдать Палец. Джек побеждает Мумию и радуется своей победе, но приходит продавщица из лавки и жалуется полицейским, что Джек не заплатил за переводчик. Полицейские арестовывают Джека и Снака, а Палец Мумии выбрасывают.                 |